# Kai Nurminen
Kai Nurminen (ur. 29 marca 1969 w Turku) – fiński hokeista, reprezentant Finlandii.

## Kariera
- TPS U18 (1986-1987)
- TPS U20 (1987-1989)
- TuTo (1990-1991)
- Kiekko-67 (1991-1992)
- TPS (1992-1994)
- HPK (1994-1995)
- HV71 (1995-1996)
- Los Angeles Kings (1996-1997)
- Frölunda (1997)
- Jokerit (1997-1998)
- HC Davos (1998-1999)
- TPS (1999-2000)
- Minnesota Wild (2000)
- Cleveland Lumberjacks (2000-2001)
- TPS (2001-2007)
- HPK (2007-2008)
- Herlev Hornets (2008)
- PaKa (2011)

Wychowanek klubu TuTo w rodzinnym mieście. Wieloletni zawodnik TPS w lidze fińskiej Liiga. Przez dwa sezony grał w Ameryce Północnej w ligach NHL i IHL. W grudniu 2008 przerwał karierę po występach w superlidze duńskiej. W styczniu 2011 powrócił na jeden mecz w barwach PaKa.
Uczestniczył w turniejach Pucharu Świata 1996 oraz mistrzostw świata w 1996, 1997.

## Sukcesy
Reprezentacyjne
- Srebrny medal mistrzostw Europy juniorów do lat 18: 1998
- Złoty medal mistrzostw świata juniorów do lat 18: 1999
- Srebrny medal mistrzostw świata juniorów do lat 20: 2001

Klubowe
- Złoty medal mistrzostw Finlandii: 1993, 2000 z TPS
- Srebrny medal mistrzostw Finlandii: 1994, 2004 z TPS
- Puchar Europy: 1994 z TPS
- Brązowy medal mistrzostw Finlandii: 1998 z Jokeritem

Indywidualne
- SM-liiga 1994/1995:
  - Pierwsze miejsce w klasyfikacji strzelców w sezonie zasadniczym: 30 goli (Trofeum Aarnego Honkavaary)
  - Skład gwiazd
- Elitserien 1995/1996:
  - Pierwsze miejsce w klasyfikacji strzelców w sezonie zasadniczym: 31 goli
  - Pierwsze miejsce w klasyfikacji kanadyjskiej w sezonie zasadniczym: 55 punktów
- SM-liiga 1999/2000:
  - Najlepszy zawodnik miesiąca - wrzesień 1999, luty 2000
  - Pierwsze miejsce w klasyfikacji strzelców w sezonie zasadniczym: 41 goli (Trofeum Aarnego Honkavaary)
  - Pierwsze miejsce w klasyfikacji +/- w sezonie zasadniczym (Trofeum Mattiego Keinonena)
  - Czwarte miejsce w klasyfikacji asystentów w sezonie zasadniczym: 37 asyst
  - Pierwsze miejsce w klasyfikacji kanadyjskiej w sezonie zasadniczym: 78 punktów (Trofeum Veliego-Pekki Ketoli)
  - Najlepszy zawodnik w sezonie zasadniczym (Trofeum Lassego Oksanena)
  - Drugie miejsce w klasyfikacji strzelców w fazie play-off: 5 goli
  - Pierwsze miejsce w klasyfikacji asystentów w fazie play-off: 9 asyst
  - Pierwsze miejsce w klasyfikacji kanadyjskiej w fazie play-off: 14 punktów
  - Kultainen kypärä (Złoty Kask) - najlepszy zawodnik sezonu
  - Skład gwiazd